# Bugzilla
Bugzilla é uma ferramenta baseada em Web e e-mail que dá suporte ao desenvolvimento do projeto Mozilla, rastreando defeitos e servindo também como plataforma para pedidos de recursos. Como projeto de software livre, é mantido por voluntários, sendo utilizado por mais de 1268 projetos, organizações e empresas, de código aberto ou proprietário, como a NASA, a NBC e a Wikipedia.